# براماثيريوم
البراماثيريوم (الاسم العلمي: Bramatherium)، وتعني ("وحش براهما" أسطورة هندوسية). وهو جنس منقرض من الزرافيات التي عاشت خلال العصر الميوسيني في نطاق من الهند حتى تركيا في قارة آسيا. وهي من أقارب الشيفاثيريوم.